# Pleurella ardesiaca
Pleurella ardesiaca är en svampart som först beskrevs av G. Stev. & G.M. Taylor, och fick sitt nu gällande namn av E. Horak 1971. Pleurella ardesiaca ingår i släktet Pleurella och familjen Tricholomataceae.   Inga underarter finns listade i Catalogue of Life.